# Melchior Otto Voit von Salzburg
Melchior Otto Voit von Salzburg (Eichenhausen, 19 de junio de 1603-Bamberg, 4 de enero de 1653) fue obispo católico de Bamberg y príncipe del Obispado de Bamberg.

## Biografía
Melchior Otto provenía de la familia Voit von Salzburg. Inicialmente fue juez de distrito de Würzburg y cantor de la catedral. El 25 de agosto de 1642 fue nombrado obispo de Bamberg. La confirmación tuvo lugar el 5 de mayo de 1643.
En el Congreso de la Paz de Westfalia estuvo representado por su consejero privado Cornelius Gobelius. Junto con el obispo de Würzburg, Johann Philipp von Schönborn, buscó contactos en Baviera y Francia. Estaba comprometido con la solución pacífica de las disputas sectarias (irenismo), lo que le valió el sobrenombre de obispo luterano en el ejército imperial.
El 14 de noviembre de 1647, amplió lo que entonces era el colegio de los jesuitas en Bamberg para incluir las facultades de filosofía y teología para formar la Academia Ottoniana. Le puso el nombre de su tocayo Otón de Bamberg, cuya tumba se encuentra en el monasterio Michelsberg de Bamberg. Ese día se considera también el día de la fundación de la Universidad de Bamberg, que bajo la dirección de Friedrich Karl von Schönborn se amplió hasta convertirse en una universidad de cuatro facultades.
El escudo de armas del príncipe-obispo está cuartelado. Muestra alternativamente el escudo de armas de la diócesis de Bamberg y el escudo de la familia, una barra negra en zigzag sobre fondo plateado.